# Garcinia diversifolia
Garcinia diversifolia är en tvåhjärtbladig växtart som beskrevs av George King. Garcinia diversifolia ingår i släktet Garcinia och familjen Clusiaceae. Inga underarter finns listade i Catalogue of Life.